# Camera di commercio Milano MonzaBrianza Lodi

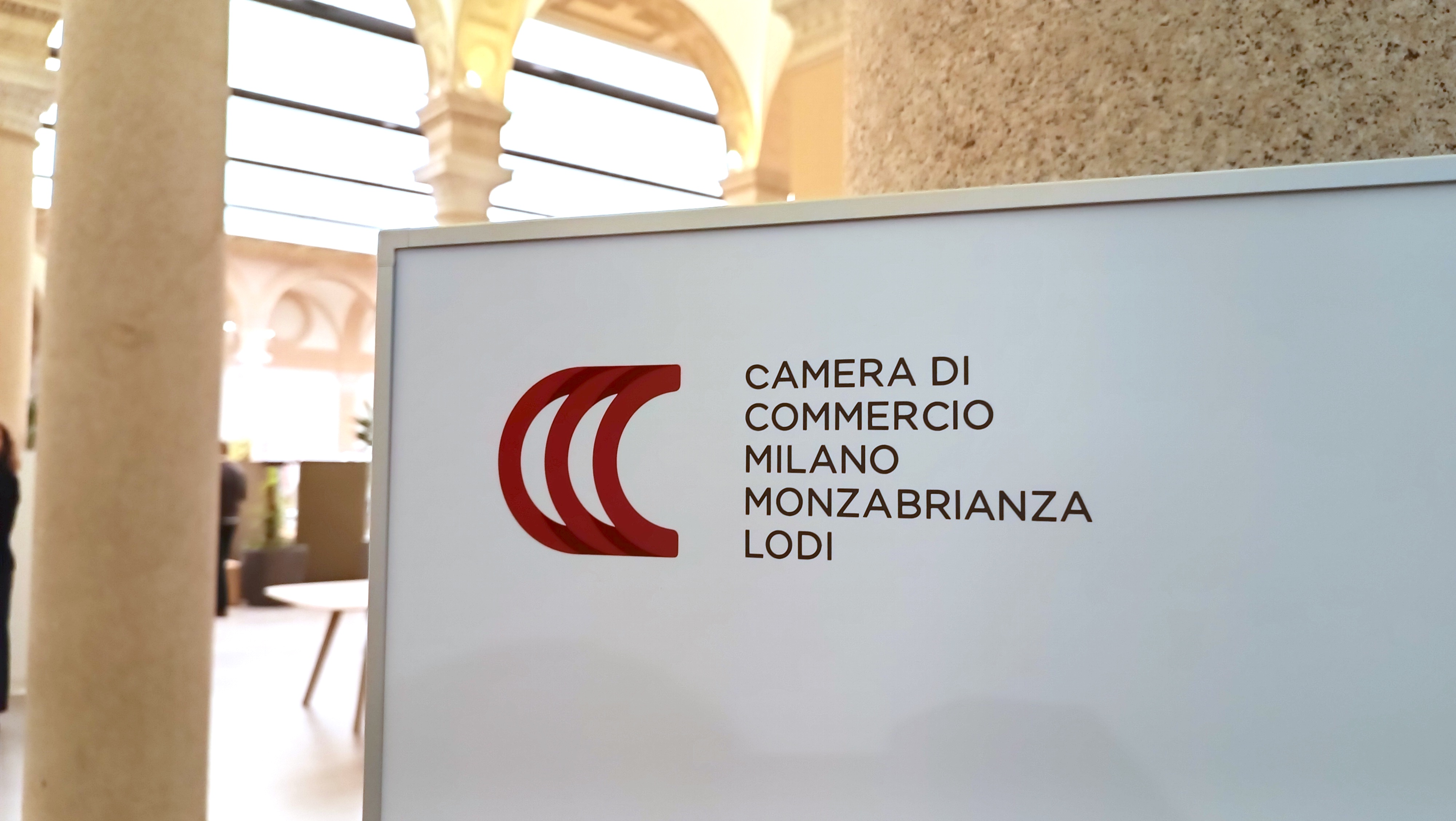
Logo della Camera di Commercio

La Camera di commercio Milano MonzaBrianza Lodi, in passato Camera di commercio, industria, artigianato e agricoltura di Milano, è una istituzione nata nel 1786, un ente di diritto pubblico dotato di personalità giuridica e, quale ente autonomo locale funzionale, svolge compiti di interesse generale per il sistema delle imprese della città metropolitana di Milano ed esplica attività di osservazione, regolazione e promozione del mercato ai fini dello sviluppo del sistema delle imprese della zona.

## Storia

### Storia pre-unitaria
La storia della Camera di commercio di Milano nella sua evoluzione è strettamente connessa alla storia della città. 
Per ricostruire la storia dell'attuale Camera di commercio di Milano è necessario tornare indietro di parecchi secoli. Nel 1159 un documento ci parla dei Consoli dei Mercanti e attesta per la prima volta l'esistenza di una Corporazione mercantile di Milano. Nel 1216, troviamo un primo tentativo di definire le funzioni giurisdizionali dei Consoli: sorveglianza sui pesi e sulle misure, potere di propinare ammende ai contravventori. Questi poteri erano esercitati da una complessa gerarchia di funzionari.
Da sempre, anche dove non arrivava la sua diretta giurisdizione, questa corporazione mercantile milanese si adoperava per promuovere gli scambi commerciali con gli Stati vicini e anche con i Paesi transalpini. 
Altra costante preoccupazione della istituzione erano i dazi e le dogane, questi, insieme alla sicurezza delle strade e alle rappresaglie commerciali, erano gli argomenti principali dei trattati di commercio lombardo con i governi stranieri. 
Nel Trecento i Visconti conquistate le altre città della Lombardia, diedero vita ad uno Stato autoritario fortemente accentrato. In questi anni l'Università dei Mercanti perse parte dell'autonomia giurisdizionale di cui aveva giovato precedentemente. 
Dopo il Cinquecento iniziò un ulteriore processo di progressiva subordinazione delle corporazioni allo Stato. Nei due secoli successivi questa tendenza  si manifestò con l'assorbimento graduale delle funzioni da parte degli organi politici ed amministrativi statali e con la nascita di istituzioni di nomina sovrana. 
La nascita delle prime camere di commercio coincise, quindi, con la disgregazione delle corporazioni. La nascita delle moderne Camere di commercio di Milano e di tutta la Lombardia austriaca si colloca nel 1786 con l'editto voluto da Giuseppe II e redatto da Cesare Beccaria. L'illuminista milanese nell'editto recepì in pieno il concetto di “repubblica de' mercanti”  utilizzata da Pietro Verri per indicare la dimensione giuridica, amministrativa, economica  e sociale al cui interno il ceto mercantile esprime una compiuta autonomia rispetto agli altri poteri forti della società. Fondamento di questa autonomia era il diritto commerciale che aveva radici nel medio evo e si formò sulla contrattazione quotidiana nelle fiere e nei mercati che si strutturava grazie al senso comune, in usi e consuetudini. Una forma di diritto che, rispetto a quello canonico o romano, era più duttile e informale ma duro nell'apparato sanzionatorio che mirava a tutelare la salvaguardia della buonafede e l'affidabilità del mercato.  
Per funzionare “la repubblica de' mercanti”  aveva la necessità di integrare le funzioni di rappresentanza di interessi (Camera de' Negozianti, Università, corporazione etc.) in un organismo  costituzionale autosufficiente  dotato di potestà di imperio sull'intero ceto, per questi aspetti esso doveva derivare il principio della propria autorità dal potere politico con delega specifica, tutti elementi offerti dall'editto del 1786. Il piano istitutivo di Beccarla disponeva che le  camere di commercio (di Milano e Lombardia) venissero costituite aggregando le corporazioni preesistenti che vi conferivano il patrimonio.
Lo stato moderno riconosceva poteri giudiziari, normativi e amministrativi ai nuovi organismi; essi mantennero al contempo carattere di centro di rappresentanza degli interessi e quindi venne realizzato un monopolio dell'organizzazione affidato al segmento più solido del ceto mercantile: tutti i commercianti infatti dovevano iscriversi al Registro ditte delle Camere e concorrere alle spese, ma solo i più cospicui potevano essere eletti; essi erano al contempo rappresentanti di un'associazione ma anche giudici e pubblici ufficiali. La composizione del Consiglio doveva rispecchiare l'assetto economico del territorio e le sue gerarchie interne per cui la designazione avveniva per categorie: manifattori, mercanti, ma soprattutto negozianti, cambisti, spedizionieri - cioè i banchieri e i commercianti all'ingrosso, i protagonisti del commercio di transito che prosperava grazie alla posizione strategica della Lombardia - cui andava di diritto la presidenza del tribunale.
Cesare Beccaria sposò questo progetto di Camera di commercio perché giudicava lo stato moderno inadeguato a gestire l'economia, anche se uno dei suoi compiti principali sarebbe stato proprio perseguire il benessere economico dei suoi cittadini, da questo paradosso nasceva la delega a un corpo mercantile, legittimato dall'autorità statuale, che si occupasse della prosperità del sistema produttivo nel suo insieme. Come contrappeso, lo stato mantenne poteri di controllo riservandosi di approvare le decisioni, i bilanci dell'organismo e le deliberazioni di spesa.
Nei primi anni del XIX secolo l'istituzione pensata da Beccaria dovette ben presto affrontare l'importante sfida del processo di codificazione commerciale statuale ("Codice di commercio" napoleonico del 1808) che si impose sugli usi e sulle consuetudini. Il diritto commerciale rientrò nell'ambito statuale, i Tribunali mercantili poterono essere affidati a giudici ordinari.
La tenuta del Registro ditte venne sottratta alla Camera nel 1811 dal regime napoleonico, ma restituita nel 1849 dal regime austriaco dietro le continue insistenze del corpo mercantile.

### L'Unità d'Italia
La Camera di commercio di Milano, pur dovendo molto all'impianto statale austroungarico, fu una fervente sostenitrice della creazione di uno stato unico nazionale, rispecchiando un comune sentire del ceto borghese.
Si trattava di una militanza sentita, che spingeva in prima persona lo stesso personale della Camera a prendere parte alle battaglie risorgimentali, come testimonia ad esempio la seguente circolare del segretario Correnti del 30  aprile 1840  “Se al grido della nostra indipendenza da tutte parti d'Italia accorsero i fratelli volenterosi del sagrifizio della vita alla glorificazione della Patria comune, noi di Lombardia, …maggior debito abbiamo di concorso più valido alla guerra santa che sul nostro suolo si combatte….. E poiché alcuni impiegati domandarono di entrare né corpi dè volontarj o nelle truppe regolari…il governo provvisorio trova di dichiarare  che si renderanno  benemeriti della patria  quegli impiegati, che senza grave pregiudizio all'ufficio cui sono addetti, vorranno mettersi nelle file dei combattenti; e quindi determina a riguardo di costoro: che sarà valutato come  effettivo servizio civile quel tempo che impiegheranno nel servizio militare;che durante la guerra godranno dell'ordinario trattamento militare, e di più riceveranno metà del loro stipendio come impiegati;…”
Forti, inoltre, furono i rapporti con Giuseppe Garibaldi. Così era scritto nel verbale della riunione del 24 gennaio 1860, in particolare in una parte scritta a mano, cerchiata in rosso e secretata: "È noto all'adunanza che nello scorso ottobre venne dalla Camera decisa la sottoscrizione per l'acquisto dei fucili proposta dal generale Garibaldi e nominata all'uopo una commissione composta dai signori Biraghi, Colombini, Comerio come dall'avviso pubblicato il 23 ottobre. Per effetto di questo veniva dalla cassa della Camera quota italiana di lire 70.226,85 a favore anche dell'elenco iscritto nel foglio patrimoniale della Camera del giorno 28 dicembre us". 
Inoltre c'è un altro documento che sancisce l'alleanza del mondo economico milanese con Giuseppe Garibaldi, quello di domenica 16 ottobre 1859: si tratta del Foglio a stampa che rende pubblico il verbale della riunione dell'11 ottobre. Il documento contiene un avviso della sottoscrizione aperta dalla Camera di commercio. Comerio, consigliere della Camera, proponeva di accogliere la richiesta dell'Associazione Unitaria Italiana per ricevere le offerte dei negozianti alla sottoscrizione per la compera dei fucili promossa dal generale Garibaldi. La convinzione era che "il ceto commerciante riconosca la necessità di concorrere con mezzi più efficaci al conseguimento del grande scopo nazionale e assicuri un concorso generoso e proporzionato a quella fama di vivo amore alla patria italiana di cui esso viene meritatamente onorato".

### Periodo post-unitario e XX secolo
Con la legge del 6 giugno 1862 nascevano in tutta Italia le "Camere di commercio ed arti", da questo momento in avanti la Camera di commercio di Milano seguì le disposizioni nazionali che regolavano funzioni e organi di rappresentanza di tutte le Camere di commercio italiane. La legge del 1862 fece sua in toto la crisi del fondamento soggettivo del diritto commerciale per cui perse senso la riconoscibilità dei mercanti attraverso il pubblico registro. Il mercante fu quindi individuato grazie all'anagrafe comunale come tutti gli altri cittadini mentre, per ciò che riguarda le società commerciali, fu sufficiente il registro istituito dal Codice presso il Tribunale di commercio. 
Fu attraverso l'attribuzione delle nuove funzioni amministrative attuate per rispondere a esigenze del mercato che le Camere di commercio recuperarono di fatto il ruolo importante che la  macro-legislazione istitutiva sembrava aver sottratto loro. Fra i nuovi compiti svolti ricordiamo: la tenuta della Borsa valori, gli istituti di credito, le scuole tecnico-professionali, le commissioni per la determinazione del prezzo della seta, i magazzini generali, gli istituti peritali, l'affidamento di servizi essenziali agli operatori economici per commerciare con l'estero. 
Nel 1910 la Camera di commercio ottenne il ripristino definitivo del Registro Ditte, ma come strumento essenzialmente statistico-amministrativo, mentre  nel 1924 da associazione che svolgeva funzioni pubbliche si trasformò definitivamente in ente pubblico. La successiva normativa del regime fascista svuotò le funzioni delle Camere che divennero meri centri di indirizzo politico sotto una doppia tutela, politica e amministrativa, dello Stato. Cambiò anche il nome da Camera di commercio a Consiglio provinciale per l'economia. Il decreto legislativo luogotenenziale del 21 settembre 1944, n 315 volle riallineare gli enti camerali alle nuove istituzioni liberali, ma, pur restituendo il vecchio nome alle Camere di commercio, aprì di fatto una lunga transizione che si chiuse solo con la legge 580 del 1993. 
Nell'elaborazione dei contenuti di detta norma fu importante il ruolo della Commissione di studio per la riforma delle Camere di commercio, di cui era presidente Leopoldo Elia e di cui faceva parte l'allora presidente della Camera di commercio di Milano,  Piero Bassetti che all'interno dei lavori portò in dote il dibattito teorico sul rapporto fra pubblica amministrazione e imprese sviluppato dal 1988 intorno alla rivista  Impresa & Stato  della Camera di commercio di Milano.

### La nuova Camera Metropolitana
Il 13 ottobre 2017, con la nota n. 0328311, il Ministero dello Sviluppo Economico ha trasmesso alle Camere di commercio il decreto per l'istituzione di un nuovo Ente che accorpa le tre camere di Commercio di Milano, MonzaBrianza e Lodi in un unico Ente Metropolitano. Nella seduta di insediamento del 18 settembre 2017, il Consiglio della Camera Metropolitana, ha eletto Carlo Sangalli come Presidente.  

## Sedi

### Fino al 1958
Dove fosse la primitiva sede della Camera di commercio al suo primo apparire è al momento impossibile a definirsi, è ormai accertato però che nella prima metà del Trecento, l'Università dei Mercanti, antesignana della Camera di commercio avesse sede in una stanza nella Loggia degli Osii. Da lì si trasferì presso l'edificio di Azzone Visconti   negli  stessi spazi  che poi verranno occupati  in seguito dalle  Scuole Palatine. 
Con l'insediamento di dette scuole, l'università dei Mercanti si spostò in via Orefici presso la sede di una bottega artigiana. L'insufficienza degli spazi portò a un nuovo trasferimento presso il fabbricato del lato nord ovest di Piazza Mercanti, dove rimase come Camera di commercio  fino all'inizio del XIX secolo. 
Nel 1800 si dovettero spostare alcuni uffici presso l'antico pretorio, ma nemmeno l'acquisto delle Scuole Palatine bastò a colmare i crescenti bisogni di locali. Si arrivò così nel 1911 all'acquisizione dell'intero Palazzo dei Giureconsulti.

### La sede di Palazzo Turati

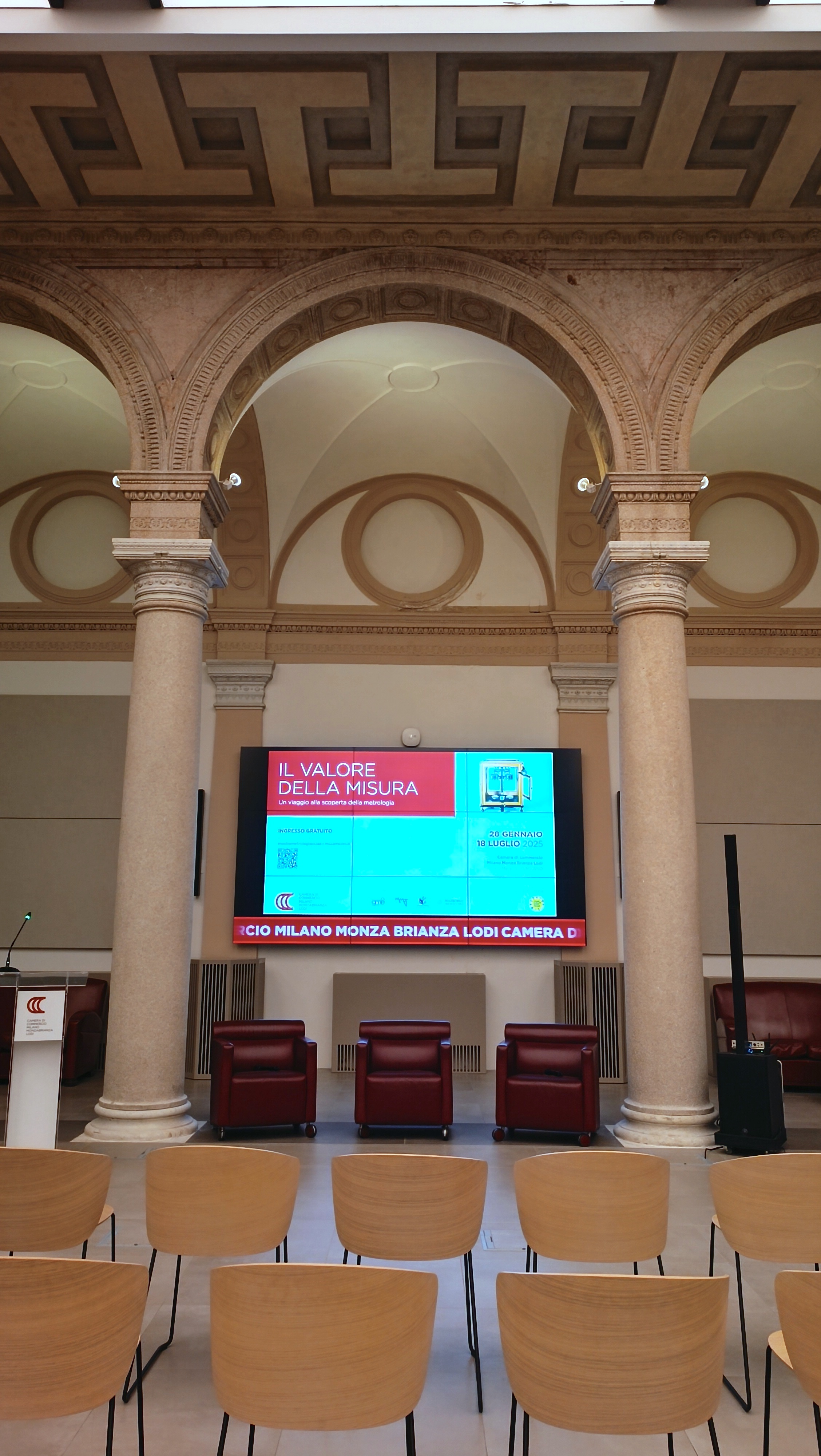
La sede di via Meravigli

Nel 1954 il presidente Eugenio Radice Fossati fece ristrutturare Palazzo Turati in via Meravigli dove, nel 1958, l'ente trovò definitivamente la sua nuova sede. Costruito nel 1880 dagli ingegneri Ponti e Bordoli su incarico dei conti Turati, l'edificio di via Meravigli fu seriamente danneggiato durante i bombardamenti nel 1943. La ristrutturazione conservò solo la facciata ottocentesca essendo il resto della fabbrica quasi completamente distrutto.
Eugenio Radice Fossati volle comunque dare una moderna dimensione artistica al nuovo palazzo facendo ospitare alcune opere d'arte contemporanea tra le quali ricordiamo La grande vetrata: Mercurio alato per il rilancio di Milano. Opera di Cristoforo De Amicis, importante esponente del Chiarismo, raffigura i settori d'attività della Camera: commercio, industria, artigianato, agricoltura. Nasce da un concorso bandito nel 1956 dalla giunta della Camera di commercio per ornare la nuova sede dell'istituzione in via Meravigli. 
Al bozzetto vincitore andò un premio di un milione di lire. Fu scelto perché rappresentava al meglio la rinascita dell'economia milanese nel periodo di crisi seguito alla seconda guerra mondiale. Figura centrale della rappresentazione è infatti il Mercurio alato che indica agli uomini operosi sotto di lui, artigiani e mercanti, le conquiste del passato e ne promette di nuove per il futuro. Sullo sfondo il cantiere della fabbrica del Duomo sempre in attività. A destra e sinistra ci sono invece due figure femminili, allegorie dell'agricoltura, rappresentata dalla figura feconda della dea delle messi, e dell'industria con una ciminiera e dei capannoni industriali sullo sfondo. L'opera fu completata nel 1957. 
Poco distante dalla Grande Vetrata sulla parete nella galleria di accesso alla sala conferenze troviamo invece Concetto Spaziale di Lucio Fontana.
Sotto palazzo Turati sono presenti invece i resti del Teatro romano di Milano, su cui è stata allestita un'area archeologica del teatro, allo scopo di coinvolgere i visitatori in modo profondo, attraverso odori, suoni evocativi e le parole della Casina di Plauto, recitate da Giorgio Albertazzi. 
Altra infrastruttura culturale ospitata da Palazzo Turati è l'archivio storico della Camera di commercio, un patrimonio archivistico che comprende documenti inerenti agli imprenditori milanesi dal Trecento ad oggi, una raccolta aperta al pubblico di 30.000 documenti, pari a 40 chilometri di scaffali. A titolo di esempio si possono trovare autorizzazioni mercantili, richieste di lasciapassare, contratti, sentenze, una collezione importante di marchi di fabbrica, diplomi di benemerenza, carte intestate commerciali di inizio secolo. L'ultima importante acquisizione è l'archivio storico della Banca Privata Italiana, con seimila fascicoli, tra cui  le relazioni compilate da Giorgio Ambrosoli che diedero il via all'inchiesta sulla bancarotta dell'istituto guidato da Sindona.

## Informazione economica
La Camera di commercio di Milano  dal 1811 produce relazione economiche riguardo alla provincia di Milano. A quella data infatti risaliva il regolamento del ministro imperiale Bruck che affidava alla Camera di commercio il compito di redigere, entro il marzo di ogni anno, “l'esteso e ragionato rapporto statistico” sullo stato del commercio in tutta la provincia.  
Dal 1910 con la nascita del moderno registro ditte la Camera di commercio poteva avere una mappa puntuale del sistema produttivo della provincia.
Unendo a questi dati quelli provenienti da pubblicazioni di altri istituti e enti si dà forma al “compendio statistico della provincia di Milano” che rappresenta una sintesi completa di informazioni sulla struttura fisica ed economico sociale della provincia di Milano, un prodotto redatto ad uso di operatori economici e istituzioni.
Nel “compendio” erano raccolti dati aggiornati, ordinati in serie storiche, riguardanti: territorio e amministrazione, climatologia, popolazione, agricoltura e foreste, industria, comunicazione e trasporti, commercio, credito e finanza, prezzi e consumi, lavoro e tributi, lavori pubblici, giustizia civile e penale, istruzione, turismo. 
A tutt'oggi la Camera di commercio Milano attraverso i dati del registro delle imprese, i legami con il mondo associativo e le reti di collaborazioni con le università milanesi, redige ogni anno un rapporto sulla dinamica imprenditoriale ed economica del territorio milanese denominato dal 1991 “Milano Produttiva”. Nel formato attuale il rapporto presenta una prima parte analitica  dedicata ai dati del sistema imprenditoriale, del commercio internazionale e del mercato del lavoro milanese e una seconda parte di approfondimento scientifico redatta da docenti universitari milanesi, con elaborazioni di chiavi di lettura degli ultimi trend dello sviluppo economico della provincia, in alcuni casi comparate con dati nazionali.

## Struttura imprenditoriale milanese

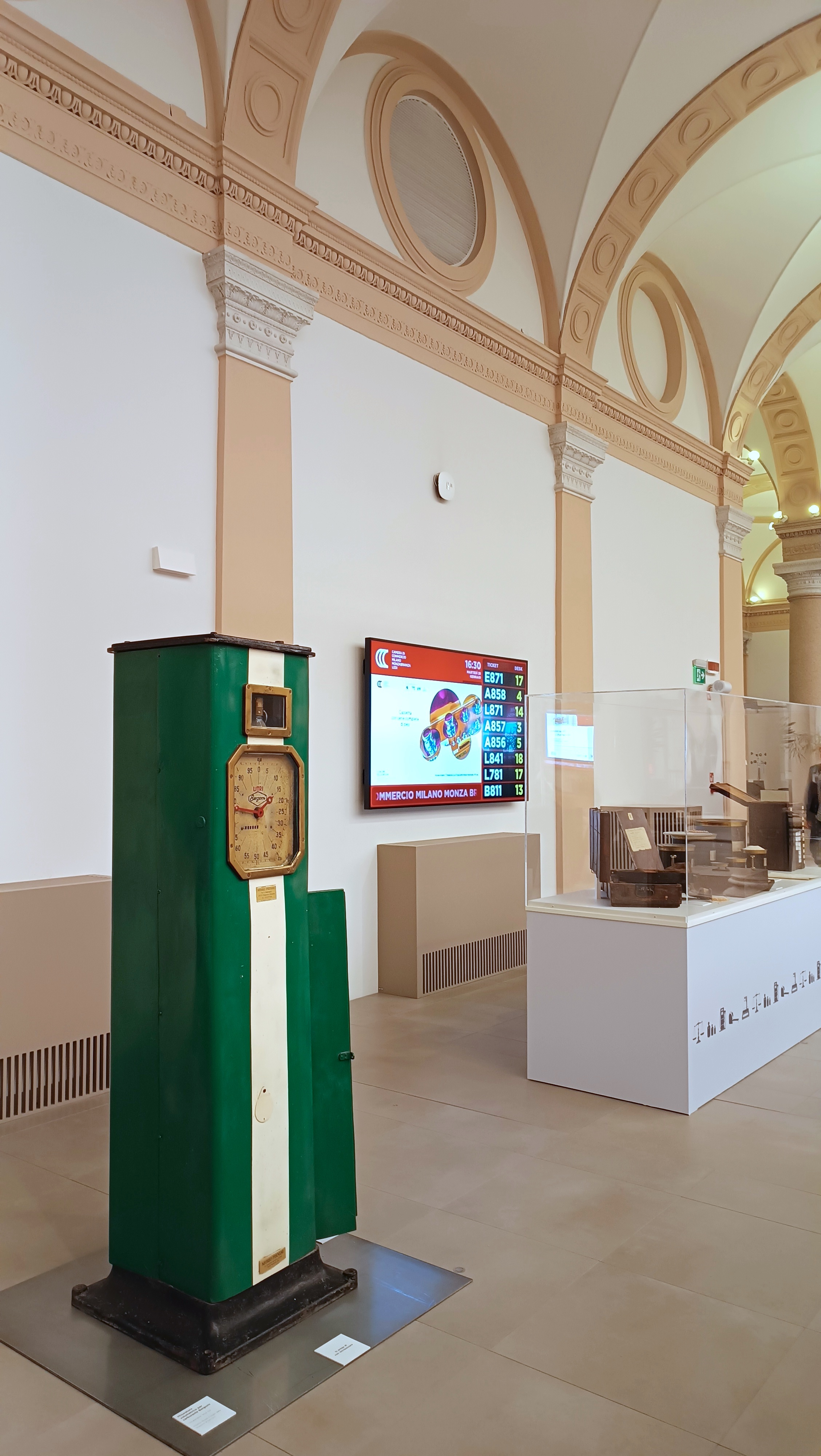
Una mostra nei locali della Camera di Commercio, dedicata alle unità di misura

Secondo il rapporto annuale "Milano Produttiva 2011" redatto dal servizio Studi della Camera di commercio di Milano su dati del Registro delle imprese e Istat, al 31 dicembre 2010 le imprese attive nella provincia di Milano sono 283.097, di  queste 134.475 appartengono al settore dei servizi, 70.078 al commercio, 39.981 alle costruzioni, 32.917 al manifatturiero, 3.833 all'agricoltura, 1.813 ad altri settori.
In totale sono 116.200 le ditte individuali milanesi, 107.680 le società di capitali, 50.290 le società di persone, mentre le rimanenti 8.927 appartengono ad altre forme giuridiche. Sono invece 19.206 gli imprenditori nati in paesi extracomunitari titolari di ditte individuali, in particolare i primi cinque gruppi più numerosi sono: 4.679 egiziani, 3.605 cinesi, 1.167 marocchini, 1.152 albanesi, 981 peruviani. 
Tutte queste imprese creano un export di 41.480.921.106 euro, che rappresenta il 12% delle esportazioni nazionali e un import di 71.232.154.676 euro, che rappresenta il 20% delle importazioni italiane. Se nel 1991 il 70% dell'export milanese era diretto ai mercati maturi, nel 2010 tale percentuale scende al 55%, per converso il peso dei Paesi emergenti come mercato di destinazione sale dal 17% del 1991 al 31% del 2010. Settori che guidano l'export sono: meccanica (7.959.400.624 euro), metalli di base e prodotti in metallo (6.303.989.113 euro), chimica (371.655.246 euro), tessile e abbigliamento (3.566.458.782 euro).